# 모닝구무스메의 횻코리효탄지마
모닝구무스메의 횻코리효탄지마(モーニング娘。のひょっこりひょうたん島 모닝구무스메의 느닷없는 표주박섬[*])는 2003년 2월 19일에 발매된 모닝구무스메의 열일곱 번째 싱글이다.

## 개요
- 모닝구무스메 사상 첫 커버 싱글이다. 원곡 "ひょっこりひょうたん島 (느닷없는 표주박섬)"과 비교해 템포의 빠르기, 인트로와 간주에 내레이션 등이 추가 되었지만, 원곡과 크게 다른점은 없다. 인트로 내레이션은 야구치 마리가, 간주 내레이션은 아베 나츠미, 카고 아이, 다카하시 아이, 이시카와 리카가 담당하였다.

- NHK 텔레비전 50주년 기념 주제곡이며, 특별 프로그램에서 선보였다.

- 이 싱글부터 21번째 싱글 "愛あらばIT'S ALL RIGHT"까지의 싱글은 정규 앨범에 수록되지 않았다.

## 수록곡
1. モーニング娘。のひょっこりひょうたん島
작사 : 이노우에 히사시, 야마모토 모리히사 / 작곡 : 우노 세이치로 / 편곡 : 고니시 다카오
2. 宝石箱
작사, 작곡 : 층쿠 / 편곡 : 스즈키 슌스케
3. モーニング娘。のひょっこりひょうたん島 (Instrumental)

## 참여 뮤지션
※괄호는 트랙 번호
- 고니시 다카오 - 키보드, 프로그래밍 (1)
- 가쓰우라 고 - 머니퓰레이터 (1)
- 스미요시 아타루 - 베이스 기타 (1)
- GENTA - 퍼커션 (1)
- 마쓰미야 미키히코 - 우쿨렐레 (1)
- 층쿠♂ - 코러스 (1)
- 스즈키 슌스케 - 기타, 프로그래밍 (2)

## 차트
- 골드 (일본 레코드 협회)
- 주간최고순위 4위 (오리콘 차트)